# Anna Identici
Anna Identici (Castelleone, 1947. július 30.– ) olasz énekesnő és televíziós személyiség. Pályáját yé-yé- és popénekesként kezdte, de folkénekesként is ismert.

## Élete
Castelleone településen, Cremona megyében született, egy államvasúti alkalmazott lányaként. Még gyerekként kezdett énekelni, részt vett számos fesztiválon és tehetségkutató versenyen. 1964-ben részt vett a castrocarói zenei fesztiválon is, ahol a döntőbe jutott; ugyanabban az évben a televízióban is debütált, Mike Bongiorno partnereként az olasz nemzeti televízió La fiera dei sogni című varietéműsorában. 1966 és 1973 között hatszor vett részt a Sanremói Dalfesztiválon. 1969-ben is benevezett a versenyre, de nem sokkal ezt követően öngyilkosságot kísérelt meg, ezért a fesztivál az évi programjain helyette Rosanna Fratello lépett fel. Az 1970-es években érdeklődése a folkzenei irányzatok felé fordult, későbbi dalaiban gyakran felbukkantak politikai és szociális jellegű témák is.

## Diszkográfia

### Albumok
- 1966: Un Bene Grande Così (Ariston, AR 0151)
- 1969: Anna Identici (Ariston, AR 10034)
- 1971: Alla Mia Gente (Ariston, AR 12052)
- 1972: Apro Gli Occhi Di Donna Su 'Sta Vita (Ariston, AR 12073)
- 1973: Adesso Sembra Solo Una Speranza (Ariston, AR 12103)
- 1974: E Per La Strada (Ariston, AR 12148)
- 1976: Anna Come Sei (Ariston, AR 12282)
- 1978: ...Vita (Ariston, AR 12332)
- 1986: Maria Bonita (Ricordi, SMRL 6361)
- 2002: Il Meglio (MR Music, MRCD 4247)

### Kislemezek
- 1965: "Lo Stile Adatto A Me" (Ariston Records, AR 019)
- 1965: "Un Bene Grande Così" (Ariston Records, AR 0040)
- 1965: "7 Uomini D'Oro" (Ariston Records, AR 098/AR O99)
- 1966: "Una Rosa Da Vienna" (Ariston Records, AR 0111)
- 1966: "Una Lettera Al Giorno" (Ariston Records, AR 0127)
- 1966: "Il Bene Che Mi Dai" (Ariston Records, AR 0145)
- 1966: "Tu Scendi Dalle Stelle" (Ariston Records, AR 0156)
- 1967: "Tanto Tanto Caro" (Ariston Records, AR 0192)
- 1967: "Non Passa Più" (Ariston Records, AR 0222-2035)
- 1967: "Al Bar Del Corso" (Ariston Records, AR 0222)
- 1968: "Quando M'Innamoro" (Ariston Records, AR 0242)
- 1968: "Non Calpestate I Fiori" (Ariston Records, AR 0254)
- 1968: "Sorri Sorri Sorridi" (Ariston Records, AR 0297)
- 1968: "Quando M'Innamoro" (Aristone Records, RR 4575)
- 1969: "Il Treno" (Ariston Records, AR 0304)
- 1969: "Bambino No No No" (Ariston Records, AR 0321)
- 1970: "Taxi" (Ariston Records, AR 0342)
- 1970: "La Lunga Storia Dell'Amore" (Ariston Records, AR 0364)
- 1970: "Distrattamente" (Ariston Records, AR 0366)
- 1971: "L'Uva Fogarina" (Ariston Records, AR 0512)
- 1972: "Se L'Operaia Non Va In Paradiso" (Ariston Records, AR 0545)
- 1973: "Mi Son Chiesta Tante Volte" (Ariston Records, AR 0585)
- 1974: "40 Giorni Di Libertà" (Ariston Records, AR 0650)

## Fordítás
- Ez a szócikk részben vagy egészben  az   Anna Identici című angol Wikipédia-szócikk fordításán alapul.  Az eredeti cikk szerkesztőit annak laptörténete sorolja fel. Ez a jelzés csupán a megfogalmazás eredetét és a szerzői jogokat jelzi, nem szolgál a cikkben szereplő információk forrásmegjelöléseként.